# I-53
I-53 — підводний човен Імперського флоту Японії, який брав участь у Другій світовій війні.

## Початок історії корабля
Корабель, який спорудили на верфі ВМФ у Куре, належав до типу C Modified (він же клас I-52).

## Перший похід
Після кількох місяців тренувань у водах метрополії I-53 вирушив 17 травня 1944-го в похід із завданням патрулювати в районі на північний схід від острова Нова Ірландія. На той час японське командування очікувало початку потужної ворожої атаки, а тому сформувало лінію патрульних човнів між центральними Каролінськими островами та Новою Гвінеєю.
28 червня 1944-го на I-53 розпочалось протікання одного з резервуарів для пального, тому човен полишив зону патрулювання та попрямував на атол Трук (ще в лютому розташована тут база була розгромлена внаслідок потужного рейду американського авіаносного угруповання, проте й далі її використовували підводні човни). 2 липня І-53 прибув на Трук, де пройшов первісний ремонт, а 15—25 липня пройшов до Японії, де невдовзі став на відновлення у Сасебо.
Наприкінці серпня 1944-го човен перевели до Куре для переобладнання в носія чотирьох керованих торпед «кайтен» (при цьому довелось демонтувати палубну гармату).

## Другий похід
19 жовтня 1944-го I-53 вийшов із Куре для бойового патрулювання на схід від затоки Лейте (Філіппіни), яку союзники обрали за місце висадки свого десанту. За кілька діб неподалік розгорнулась вирішальна битва надводних флотів, втім, досягнути при цьому якихось успіхів I-53 не вдалось, так само як і в наступні кілька тижнів.
Вночі 4 листопада 1944-го човен, який перебував у надводному положенні, виявили з ворожого корабля, що призвело до 38-годинного полювання на І-53, під час якого субмарина занурювалась до глибини в півтори сотні метрів та змогла вціліти.
22 листопада 1944-го човен повернувся до Куре.

## Третій похід
30 грудня 1944-го I-53 полишив Японію та попрямував до Палау на заході Каролінських островів (всього наприкінці грудня наказ на атаки кайтенами проти п'яти локацій отримали шість підводних човнів).
Вранці 12 січня 1945-го човен наблизився до призначеного йому району і зміг запустити три кайтени (пілот четвертого знепритомнів через пари бензину), з яких один незадовго після цього вибухнув. За півтори години з човна чули два вибухи, проте насправді досягнути якихось успіхів у цій атаці не вдалось.
26 січня 1945-го І-53 повернувся до Куре.
Наприкінці березня 1945-го човен дістав наказ вийти у Філіппінське море для дій проти ворожих кораблів, що розпочали операцію проти острова Окінава. Але 30 березня під час тренувань у Внутрішньому Японському морі човен підірвався на магнітній міні, яку виставили ворожі літаки. На І-53 вийшов з ладу один дизель, були втрачені кілька акумуляторних батарей. 1 квітня човен прибув до Куре, де став на доковий ремонт (одночасно з нього зняли ще одну гармату та надали можливість нести шість кайтенів).

## Похід до Філіппінського моря
14 липня 1945-го I-53 вирушив з бази з наказом діяти в районі на північний схід від Філіппінських островів.
24 липня 1945-го за п'ять сотень кілометрів на північний схід від мису Енганьо (північне завершення острова Лусон) човен перестрів конвой, який перевозив військовослужбовців з Окінави. Найбільший з кораблів охорони конвою — ескортний есмінець «Андерхілл» — встановив сонарний контакт і після невдалої спроби завдати таранного удару по субмарині, яка первісно перебувала на незначній глибині, провів атаку глибинними бомбами, тоді як з I-53 запустили один кайтен. Коли останній випірнув неподалік від «Андерхілл», командир американського корабля вирішив таранити його і таким чином сам сумістив свій корабель із торпедою. Унаслідок вибуху носова частина ескортного есмінця була відірвана та затонула, загинуло 112 членів екіпажу. Пізніше кормову частину добили вогнем інші кораблі ескорту.
27 липня 1945-го I-53 перестрів інший конвой, який пройшов поза дистанцією звичайного торпедного залпу. Тоді пілот одного з кайтенів наполіг на запуску його апарата, проте й це не мало успіху.
7 серпня 1945-го човен перестрів черговий конвой та розпочав переслідування. Втім, його виявили сонаром, після чого протягом трьох годин кілька ескортних кораблів вели полювання на I-53. Унаслідок вибухів глибинних бомб човен зазнав певних пошкоджень, проте зміг вислизнути. Своєю чергою під час бою з I-53 запустили два кайтени (інші кайтени, що ще залишались на борту, запустити з технічних причин не вдалось), але вони не змогли уразити ворожі кораблі.
12 серпня 1945-го I-53 повернувся до метрополії.
15 серпня 1945-го Японія оголосила про капітуляцію. У вересні 1945-го I-53 потрапив до рук союзників, а 1 квітня 1946-го був затоплений у Східнокитайському морі.

## Бойовий рахунок
| Дата       | Назва       | Тип                | Тоннаж | Місце            |
| 24.07.1945 | «Андерхілл» | ескортний есмінець | 1673   | 19°24'N 126°43'E |